# Ten No Kata
Ten no kata (天 の 形), himlens kata, kan vara en elementär karatekata skapad av Mäster Yoshitaka Funakoshi, shōtōkans utvecklare, som ett stöd med förenklat rörelsemönster för novisen att lättare lära sig kampsportens teknik  Denna är även grund för en kumite-kata eller kan utövas som bunkai i par. 
Inom shitō ryū finns en mer avancerad kata, som följer samma embusen som Pinan nidan. Kuniba-kai är en stilorganisation som använder den som standard för gradering till 8:e kyū.